# 日本文化
日本文化（日语：日本の文化、にほんのぶんか），是一個對在日本列島上所形成的全部思想、行為、生活、教育、信仰、象徵物及價值觀的總稱。
日本為一島國，孤懸於亞歐大陸的東北之角，故幾千年來，日本文化的發展趨勢也一直在“學習亞歐文化”和“保護本土文化”之間循環。由於日本列島在地理上和亞歐大陸隔著一片廣闊的日本海，所以讓日本人有了足夠的時間去對外國文化進行“篩選”，他們擅長挑選出“當下亞歐文化中最強盛、最風雅”的那一支，再加上幾層自己的理解，最終把陌生的外國文化“改造”為熟悉的日本文化。

## 分類和定義
因為日本國位於東亞大陸之最東陲，故日本文化有時會被歸入以“中國為中心的漢字文明圈”中，而有時又不會。關於日本文化到底是怎樣的存在，目前全世界的學術界仍無統一的定論。以下介紹幾種較為常用的定義：
1. 1946年，英國自由黨的外交官“阿諾德·約瑟·湯恩比”在他的著作《歷史的研究》中，將日本文明定義為“由中華文明衍生出來的子代[4]（Peripheral Civilization）”，而朝鮮文明、越南文明則被描述為“圍繞著中華文明這顆太陽旋轉的衛星[4]（Satellite Civilization）”。他認為，日本像是從小就接受中國的哺育，但長大後就離家獨立的子女；而韓國、越南更像是自身引力不夠，才會被中國這顆太陽吸住的衛星[5]。
2. 1968年，美國漢學家，兼哈佛大學東亞研究中心的創始人“費正清”在他的著作《中國世界秩序：傳統中國的對外關係》（The Chinese World Order: Traditional China's Foreign Relations）中，將日本文明定義為“神道教、天皇制、武士道、幕府制這四者結合而成的產物[6]”。他認為，日本雖然加入過以中國為首的冊封體制，但因為在之前就擁有了本土的思想框架，所以不會被中華型價值觀同化，而這些本土思想又會在中國不夠強盛的時候，自動在日本列島上醞釀出一批獨立的文化特色[7]。
3. 1974年，美國外交家兼駐日大使“埃德溫·賴肖爾”在他的著作《今日日本：變遷與延續》（The Japanese Today: Change and Continuity）中，將日本文明定義為“具有高度的自我意識、主觀能動性、及慕強心理的文明[8]”。他認為，日本是在地理上距離中國大陸近，所以在交通不發達的古代就只能選擇中華文明來模倣；如果日本的地理位置是靠近歐洲大陸的話，那麼日本的服裝、建築、音樂也會更像歐洲，而不會像中國了[9]。
4. 1993年，美国民主黨保守派的政治学家“塞繆爾·P·亨廷頓”在他所寫的《文明衝突論》一書中，將日本文明定義為“遊牧民族的阿爾泰語系文化、日本原生的彌生時代文化、與中華文明的混合體[10]”。他認為，日本文明是獨立於中韓越的東亞文化圈之外的，已自成一體，與中華文明並列為世界九大文明之一[11]。
5. 2011年，日本琉球族的历史学家“與那霸潤”在他所寫的《中國化的日本：日中文明衝突千年史》一書中，將日本文明定義為“中華文明下的一個分支[12]”他認為，日本在江戶時代之前著重於吸收中國唐朝的文化，並在江戶時代有意識的把唐朝文化改造為日本獨自的形式，中日兩國之間的文化差異較小，在建築、服裝、紋樣、樂器、工藝品等方面尤為雷同[13]。

## 特點
日文中“文化”（ぶんか、Culture）一词既可以指代“與艺术、学問有關的複雜化知识”，即高雅文化（ハイカルチャー、High culture）；又可以指代“人类在一塊地區中待久了，就自然而然產生的习俗或行為”。在後面一种的意义中，文化還可以繼續分為衣、食、住、行、宗教、語言、建筑、音樂、紋樣、彫刻等，甚至是政治、经济等，覆蓋范围非常之广。
日本文化并非是统一的，而是由多种元素混合而成的。从古代到中世纪，日本深受中国、朝鲜半岛和印度等亚洲国家的影响，尤以漢字、佛教和建築為甚；而在戰国時代和安土桃山时代，開始漸漸的与西洋文明接触；至明治维新之後，日本就模倣西方發達國家的模式來建立自己的軍事和政治制度。誠然，日本列島的島民自古就有學習外国的傳統，但不是“簡單的複製”而是“全盤的研究”，等日本人把一項外國的事物分析完畢之後，就會馬上根據自己的實際需要，對原本的東西進行“精簡”和“提煉”，並加入濃郁的日本特色。
雖然现代的日本文化早已與古代的大不相同，但仍有諸多傳統、思想、习俗、价值观能歷經千年不變，傳承至今。如果拿现代日本人的行为和古代日本人的行為作對比的話，會發現仍然有大量的一致之處。
目前，日本文化的特征包括以下几个方面：
- 「和」与「倭」：能象徵日本文化的词汇之一就是“和”，發音為“Wa”，這個詞來源於一個叫“倭国”的古國[18][19]，因為在日文中“和”與“倭”的發音完全相同，於和服、和食、和语、和文、和歌、和风旅馆等词汇中經常可見。而与之相對的是，在日文中，指代中国文化的漢字為，指代西洋文化的漢字為，以上這些容易與日本的“和”形成對比之感。
- 「大和」：另一个重要词汇是“大和”，發音為“Yamato”，這個詞來源於一個叫“邪馬台國”的古國。該詞原本指的是現代奈良县，及其週邊一帶的区域，但也可指代大和政权；同时還可指代全體日本人，例如大和言葉、大和魂、大和绘、大和抚子、大和男儿等[20][21][22]。
- 「四季風雅之美」：在日本的自然景观中以“春·夏·秋·冬之間的流轉移变”最為著称[23][24]。例如：當日本列島進入春季时，路边的垂枝樱隨之盛开，蜜蜂在薄霧中飞舞，日式祭典的音樂不斷回响，整個町村都笼罩在粉紅色的夕陽之中。此种诗一般的景象在日本隨處可見，不仅吸引了当地人駐足觀看，也能让前來旅遊的外国人感受到日本獨有的与之美[25][26][27]。而在另一方面，由日本製造的美術品、工藝品等人文景觀之中，經常能看到在同一件物品中會兼俱“[28][29]”和“[30][31]”這兩種完全相反的美學特徵。

## 簡史
在西元前10世紀到3世紀，日本處於彌生時代，此時就有來自亞歐大陸的渡來人把東亞大陸的文化帶入日本。這批渡來人多來自滿州、青藏地區和西伯利亞，多半從事狩獵生活，他們到了日本後，其狩獵民族的生活習慣則改為農耕民族的樣式，在之後的1300年中，彌生人一直定居住日本列島，這才慢慢產生了作為“日本人”的意識。
有明確意識的日本文化是在漢傳佛教進入日本後出現的，時間為6世紀。原本的日本彌生人信仰神道教，而佛教並非日本的本土信仰。在飛鳥時代中，日本人主動學習朝鮮半島上百濟國的佛教，並將自己的神道教和外來的佛教融合，在區別這兩個宗教的過程中，日本人對自己的文化定位也越來越清晰。8世紀的奈良時代，日本遷都到奈良市，也不再學朝鮮半島，而是直接改學中國的隋朝和唐朝 。日本官方在此時經常派遣遣隋使和遣唐使，尤其針對唐朝文化做了大量研究。像花道和香道等唐朝文化也隨著佛教和遣唐使傳入日本，成為日本藝術的重要一環。
由於唐朝的衰弱，日本官方就切斷了與中國的交流，並第一次專注於發展自己的本土特色。採取這種模式的8世紀到12世紀稱為“平安時代”，而平安時代的日本本土文化則被稱為“國風文化”。從平安時代開始，京都市就成為了日本的政治首都，也是文化中心，直到900年後的19世紀末才被東京市所取代。12世紀到18世紀，日本的皇室和貴族階級權力下降，日本武士的權力上升。武士階級所掌權的時代是鐮倉時代、室町時代、戰國時代和江戶時代，在這些時代裏大阪市、鐮倉市、金澤市等次級文化中心出現，呈現和京都市完全不同的文化特色。
16世紀中葉，歐陸文化，尤其是鐵炮等槍械武器文化和基督教文化傳到日本。而日本也重新加入中國的冊封體制，與中國的宋朝和明朝展開了熱絡的勘合貿易，並透過派遣朱印船從中國那裡第二次學來了諸多文化 。接收最多的文化是中國的禪宗、水墨畫、茶道和建築彫刻技藝，以鹿苑寺和日光東照宮為其代表。17世紀，日本的江戶幕府頒布《鎖國令》，只允許日本人和中國清朝、朝鮮王朝、荷蘭這三個外國交流，其餘外國文化全部禁止輸入。江戶幕府的政策讓日本的本土文化二次得到發展，今日外國人對日本文化的刻板印象，諸如代月頭、浮世繪、木屐、和服、藝伎、壽司等均在此時形成。
直至19世紀，日本的江戶幕府在美國的外交壓力下签署《日美神奈川条约》，又稱《日美和親条約》，开放了下田及箱馆两港口通商，亞歐大陸文化第三次在日本復興。明治時代，明治政府因為中國清朝的衰弱和西洋國家的強大，所以不再學中國，全面改學歐洲國家。西洋文化在此時取代了中國文化，成為影響日本最深的外來文化。日本在明治時代的45年中實現了脫亞入歐，把自己從“一個純粹的東亞國家”轉變為“一個類似歐洲的殖民帝國”，日本的國名在此時也改為大日本帝國。在日俄戰爭以後，日本成為第一個打敗西方白人國家的有色人種國家，因此被歐美平等的視為世界列強中的一員。
明治時代結束後是大正時代，此時的日本經濟景氣，並透過和平手段第一次實現了民主化。同時也引進了不少美國文化，如音樂、電影等，大批傑出的日本文學家因此孕育而生。1920年代以後，日本的政體變為法西斯主義，日本軍隊控制了整個政府的運作，日本文化第三次變為封閉狀態，並對西洋諸國表現出強烈的敵意。二戰後日本戰敗，輸給了以美國為首的同盟國，美國隨即就對日本進行大規模改造，既讓日本經歷了第二次民主化，又讓日本第四次接收了亞歐大陸文化的洗禮。
1980年代，日本泡沫經濟時期，日本文化中的娛樂產業獲得了前所未有的提升，漫畫、動畫、電子遊戲、東京迪士尼樂園和大阪環球影城娛樂活動成為日本文化新的代表。這些娛樂產業不僅讓日本國內的經濟繁榮，也幫助了日本在外國進行文化輸出，讓外國人透過簡單易懂的方式了解日本文化。目前，日本全國共有25項世界遺產，其中的20項屬於文化遺產、5項屬於自然遺產，日本的古代文化和現代文化已經結合，兩相得宜，凸顯出日本獨立的特色。

## 音樂
日本的傳統音樂被稱為邦樂，包括了雅樂、聲明、神樂、演歌等。邦樂的演奏樂器種類繁多如三味線、尺八、能管（橫笛）、箏、笙、和太鼓等，琵琶由中國傳入日本後，也發展出不同的形式。十九世紀末期，西方音樂進入日本，給日本音樂帶來了很大的影響，昭和後期開始產生了融合西方元素與日本特色的卡拉OK和J-POP（日本流行音樂）。
現代日本流行音樂基本上從日本傳統音樂演變而成，當中的轉變當中最早可以追溯到西方搖滾音樂的興起。1960年代，披頭四和海灘男孩等組合啟發了日本音樂界，於1969年組成的HAPPY END就嘗試把搖滾音樂和日本傳統音樂混合。1970年代晚期，新浪潮開始，將流行音樂和搖滾樂合二為一的南方之星開啓了J-POP的新一頁，最終在1980年代末，J-POP取代歌謠曲成為日本流行音樂的主流。1999年，16歲的新人歌手宇多田光發表了出道專輯《First Love》，銷量達到了765萬，打破了歷史紀錄，也帶動了日本R&B曲風。同年新人歌手滨崎步发表的第一张原创专辑《A Song for ××》连获三周销量冠军，知名度迅速上升，與宇多田光稱霸了整個市場。在倉木麻衣出道後，三人並稱為「平成三大歌姬」，在2000年代初席捲亞洲歌壇。踏入2010年代，各個偶像團體均在日本音樂界獲得成功，尤其以嵐和AKB48最為突出。不同偶像團體所獲得的大量獎項均令團體之間的盛況和激烈競爭達到前所未有的境界，因而被稱為「偶像團體的戰國時代」。另外隨著電腦及軟件技術的發展，VOCALOID和初音未來等虛擬歌手應運而生，並隨著互聯網而逐漸變得流行，甚至出現了虛擬歌手翻唱歌曲的演唱會。
截至2011年，日本是世界第一大實體音樂市場，市場年產值達31億美元，佔世界市場30%，而包括數位販售在內的總唱片市場年產值也達到41億美元，佔世界市場之25%，僅次於美國排名第二。

## 文學

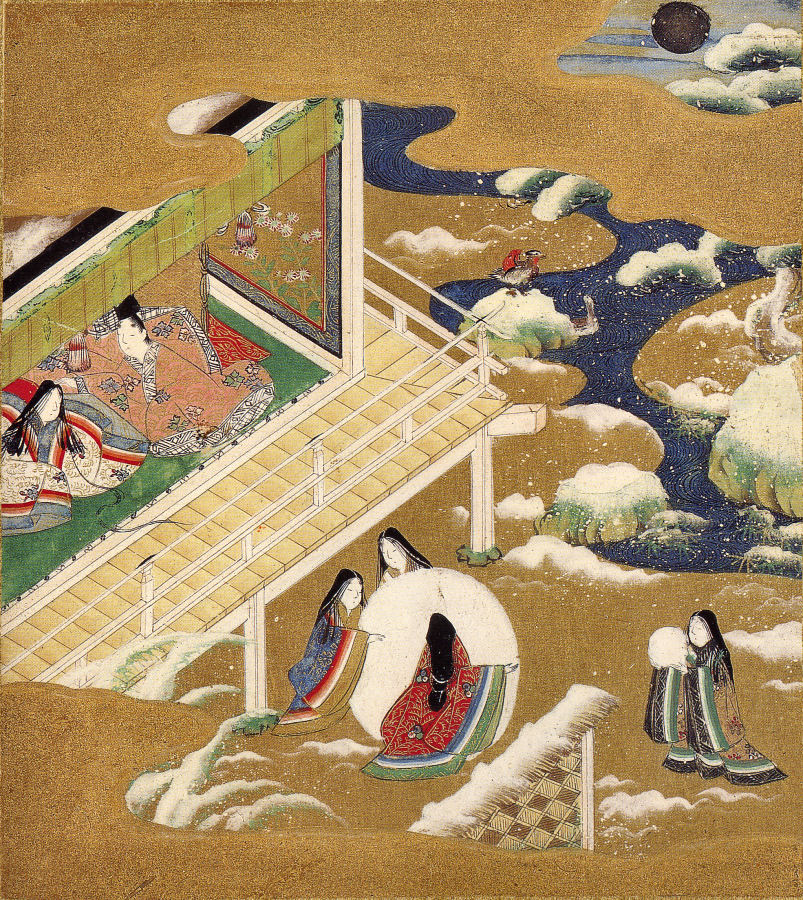
《源氏物語繪卷》第20帖 朝顏
土佐光起繪

影響日本文學的類型和歌、短歌、俳句、川柳、連歌、詩句，此外歌舞伎對文學影響甚深。日本最早的典籍，如古事記和日本書紀等都是采用漢字書寫，直到平安時代才出現了日本特有的假名文字。紫式部的著作《源氏物語》是世界上第一部長篇小說，以散文为主体叙事，织入近八百首和歌抒情、状物，使歌与文融为一体，行文典雅，被誉为日本物语文学的高峰之作。和歌是日本特有、以假名寫作的一種詩歌，通常由5韻、31個假名組成，形式短小、精炼，意蕴含蓄而悠远，追求表现禅的审美理想和美的境界，《萬葉集》就是日本現存最早的詩歌總集，享有「日本詩經」的美譽，詩集共二十卷，收錄詩歌四千五百餘首。俳句也是日本獨特的一種文學體裁，使用簡約的文字抒發豐富情感，並喚起更多的聯想，有「俳聖」之稱的知名俳人松尾芭蕉所寫的《奧之細道》記載了他自江戶城到岐阜縣的旅程所見所聞及沿途景色，被視為日本文學史上的經典作品。明治以後，日本文學受西方影響，出現了夏目漱石、森鷗外、芥川龍之介、谷崎潤一郎、三島由紀夫、川端康成、太宰治，以及有「雙村上」之稱的村上春樹及村上龍等知名作家。目前輕小說作品在日本也受到相當程度的注目。
日本有兩位諾貝爾文學獎得主，分別是川端康成（1968年）和大江健三郎（1994年）。

## 建築

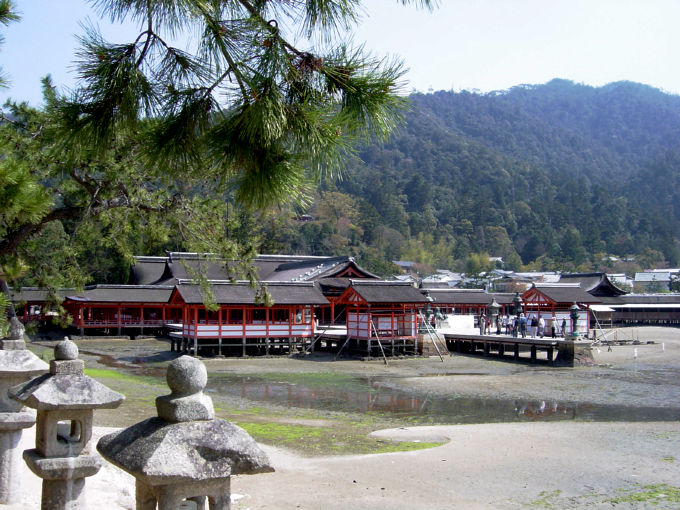
嚴島神社創建於公元593年左右

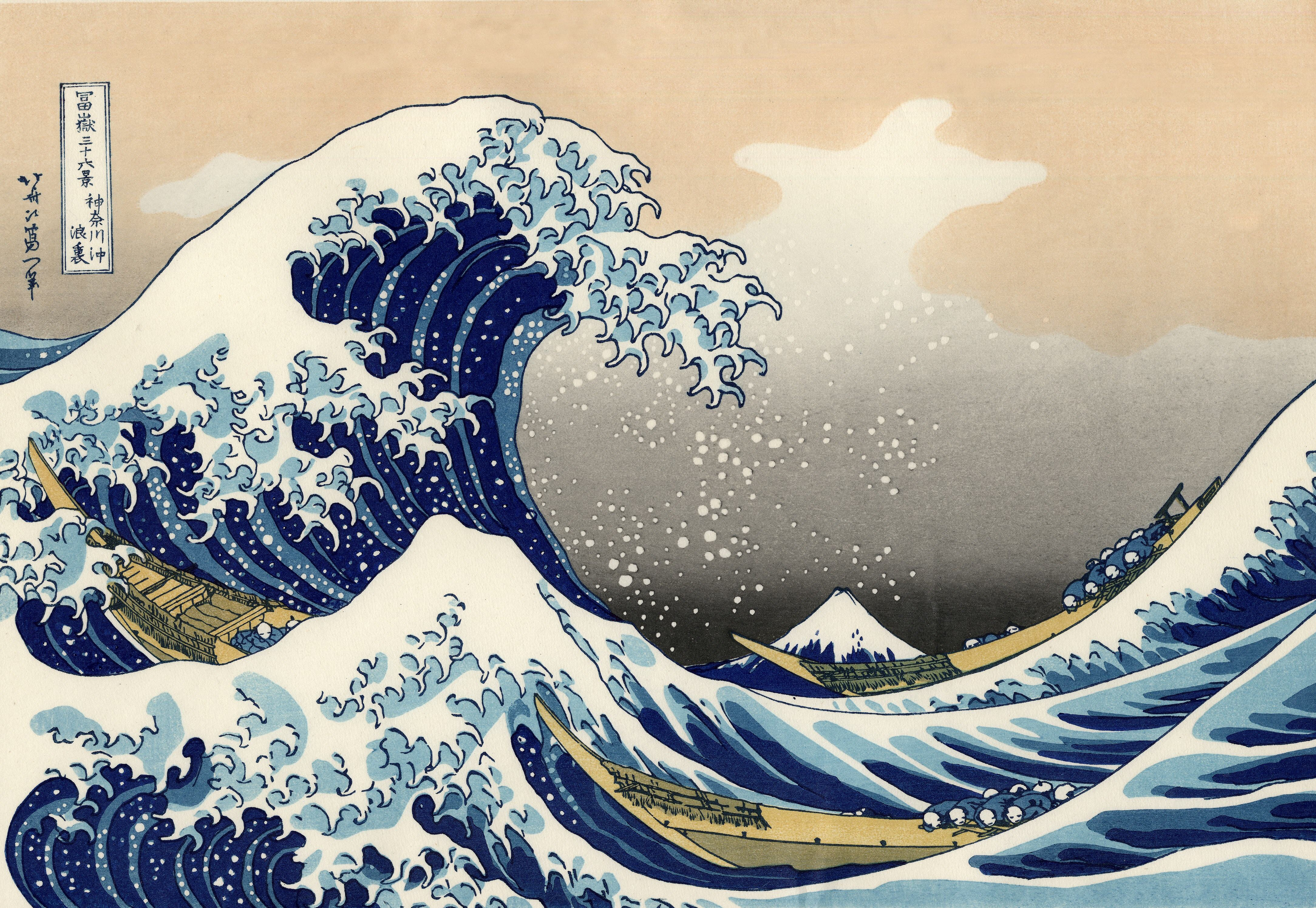
葛飾北齋的浮世繪作品「神奈川沖浪裏」

日本建築擁有久遠的歷史，最早在6世紀受到中國建築的影響，佛教在傳入日本時同時帶入了中國隋唐的建築技術與風格，大量興建佛寺和宮殿，隨後慢慢發展出屬於日本的獨特風格。自16世紀起，府邸和城樓取代佛寺成為主要建築活動，城堡在江戶時代已演變為地方的政治與經濟中心，各大城市的富有人家也開始興建不同規模與風格的府邸。
日本在明治時代開始引入西方建築技巧、材料和風格，建造與傳統風格有極大差別的鋼鐵和水泥建築。二战前最早的日本建筑受到西方影响，材料、功能、结构和比例之间的关系得到最大限度的发展，二戰後，重建的城市與舊有的建築樣貌完全不同，逐而發展出現代的日本城市建築風格。1950至1960年代奠定了日本建筑发展的基调，日本建築師開始在早期基礎上寻找日本建筑文化与西方建筑理念之间重叠的部分，互相替換，得出的成品既和西方建筑融为一体，但也有日本自己的特色。同一時期，日本經濟快速成長，許多城市建築（例如東京鐵塔）都是在20世紀中後期興建的，當時是日本建築粗野现代主义建築的最興盛時期，代表建築包括在1961年落成的東京文化會館。
日本建筑对自然环境的关注、日本传统文化的坚持以及东西方建築風格之间的平衡是其較為重要的特點。1991年，具後現代風格的東京都廳舍完工，掀起了日本的摩天大樓風潮，其後東京國際論壇大樓、六本木新城、東京晴空塔等地標性建築逐一落成，標誌著日本建築已走出一条与西方建筑体系不同、充滿本土色彩的风格，正式踏入一個新時代。

## 藝術

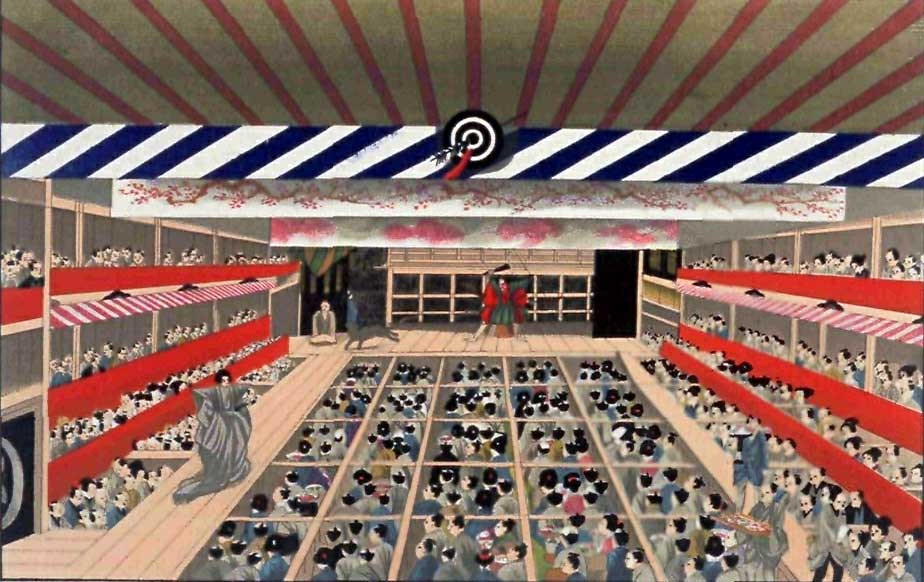
1860年代的歌舞伎演出

日本傳統的表演藝術有歌舞伎、能劇、狂言、文樂、漫才、落語等，當中歌舞伎起源於战国时代末期，擁有悠久的歷史，是聯合國非物質文化遺產之一，內容多關於歷史事件和戀愛關係的道德衝突，其特色在於演員只有喬扮女裝的男性，在演出時扮演小姐、姑娘等年輕女性，連聲音、姿態、感情也必須女性化，是日本最受歡迎的舞台藝術之一，也比能劇更大眾化。
同樣為世界非物質文化遺產的文樂是一種木偶戲，又名「人形淨琉璃」，在1684年發祥於大阪道頓堀，並曾在18世紀掀起熱潮，受歡迎程度一度壓過歌舞伎。文樂的表演內容是以描寫嚴肅的內心故事為中心而發展出的長篇戲劇，有些作品需花費一整天上演。文樂的特別之處在於世界上大部份木偶劇都會隱藏操縱木偶的人，但在文樂中操縱木偶的人可以光明正大地出現在觀眾面前。
日本繪畫有單色畫和雙色畫之分，而浮世繪是日本畫中最廣為人知的一種。浮世繪是江戶時代以江戶為中心發展的版畫藝術，初期的浮世繪多為多色印刷木版畫，直到十八世紀中葉以後才發展到精緻的多色套印。江戶末期，日本人對西方世界的興趣上升，描寫外國人日常生活的浮世繪數量急升。當時交通和通訊均不發達，浮世繪還發揮了向各個地方傳遞資訊的作用：歌舞伎演員去世、自然災害、犯罪等社會新聞都成為浮世繪的創作題材，描繪大名鼎鼎的武士、怪談裏的幽靈和妖怪的浮世繪也十分受歡迎。浮世繪對西方的印象派藝術產生了不少影響，江戶時期的畫作是目前各國收藏者的熱門。
日本漆器工藝在世界享負盛名，「japan」一字除瞭解作「日本」，亦為漆器之意。日本漆器的特色是以金銀作為裝飾花紋，即所謂的「蒔繪」，以金、銀屑嵌貼於漆液中，乾後推光處理，表現出極盡華貴的金銀色澤，有時並以螺鈿、銀絲、沈金嵌出花紋花鳥草蟲或吉祥圖案，具有極高的藝術價值。日本的现代漆器内容丰富多彩，表现手法创新，融入了不少抽象的艺术技法，也能夠反映日本人精致细腻的民族特点。漆器在日本由建筑装饰到家具和餐具都經常使用得到，其工藝技術也廣泛用于陶瓷、液晶电视面板和电源开关等不同的領域上，在日本人的生活中佔有很重要的地位。日本較有名的漆器包括越前漆器、木曾漆器、輪島涂和镰仓彫等。
花道、茶道和香道都是伴隨著漢傳佛教從中國進入日本的，現在已在日本扎根並進行了與自身相適應的本土化改造，成為了日本藝術的重要組成部分，並稱為日本的「雅道」。

## 庭園

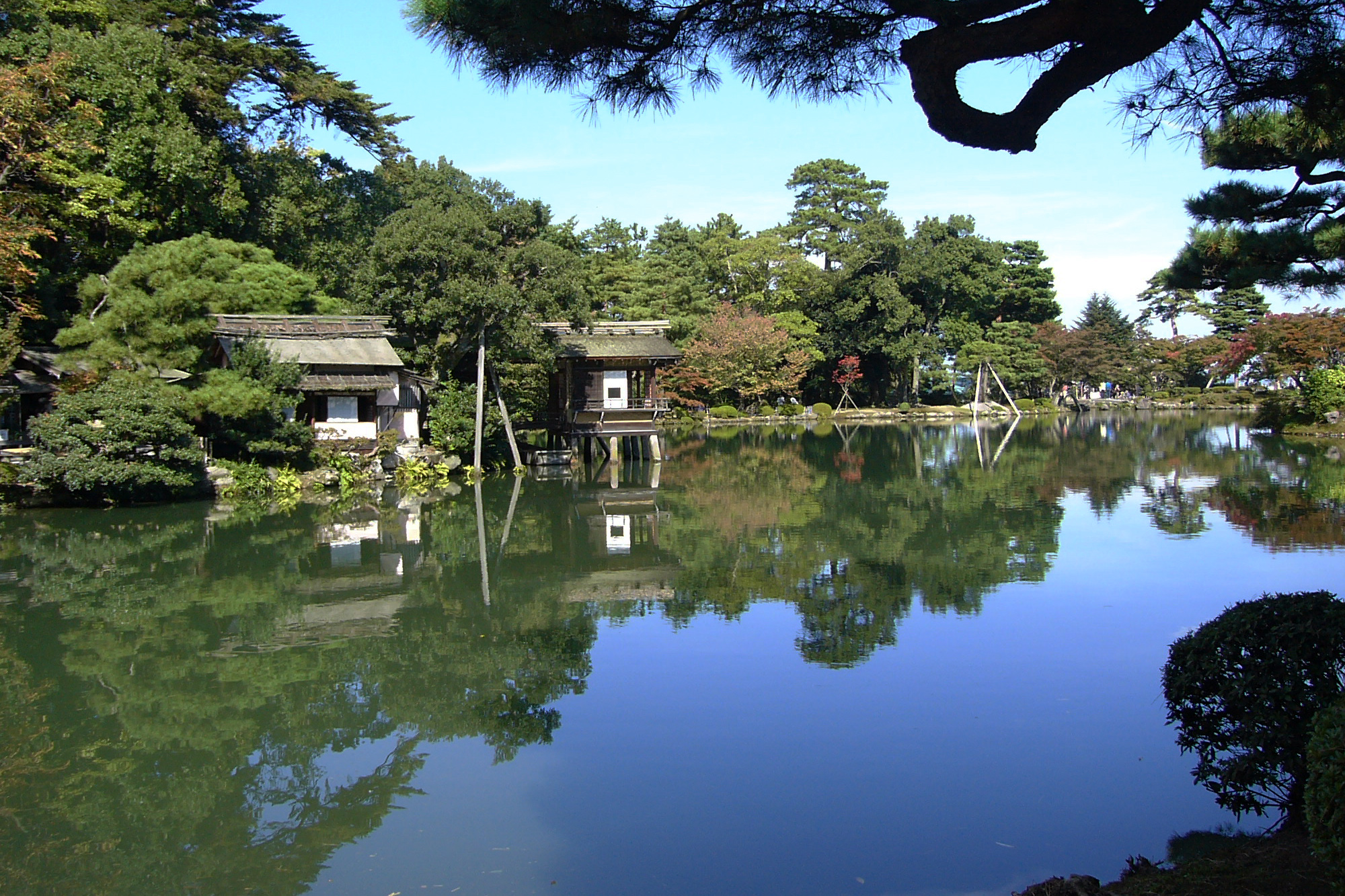
兼六園為日本三名園之一

日本傳統的庭園又稱為和風庭園，可見於日本寺院、大名屋敷的庭園跡、政治家・實業家邸宅跡、公共施設的敷地造型。兼六園、後樂園與偕樂園被稱為日本三名園。
日本庭園是依循日本神道、佛教或禪宗中自然與人的關係之哲學所創造的庭園。普遍具有簡單、不對稱設計的特色，以修剪過的常綠樹為主，通常包括橋樑、岩石、踏腳石、有耙紋的砂礫地以及石燈籠，以營造一個用來冥想和沉思的環境。

## 宗教
神道與佛教是日本的主要宗教，目前最多日本人自認信奉神道教，佛教排第二。現在大多數日本人心理上，并沒有虔誠的宗教信仰，据官方发言称多數日本人同時崇奉神道與佛教，這兩個宗教的儀式已與日本人生活融為一體，如婚禮和葬禮。多數日本人同時信仰神道與佛教。根據美國中央情報局（CIA）的調查，日本神道教約佔日本人口比率99%，佛教徒約佔人口的80%《日本書紀》記述，佛教于552年傳入日本，其後在圣德太子的積極推广下在日本迅速传播开来。神道教則是在日本本土所發展出來的宗教，神社是祭神的場所，神道教認為自然界萬物皆為神。实际上日本人自称无宗教者居多，对宗教不关心甚至表现出讨厌的态度。现代日本人对宗教持有“抱佛脚”、“功利心”的态度。。
天主教在1549年進入日本，至17世紀初大約有75萬名教徒。然而後來德川幕府實行禁教政策，直到19世紀後期，美軍強制日本開放貿易與外交的黑船來航事件以後，傳教活動才再次興盛於日本，現在日本經過正式受洗的基督宗教教徒不超過總人口的1%。

## 競技運動

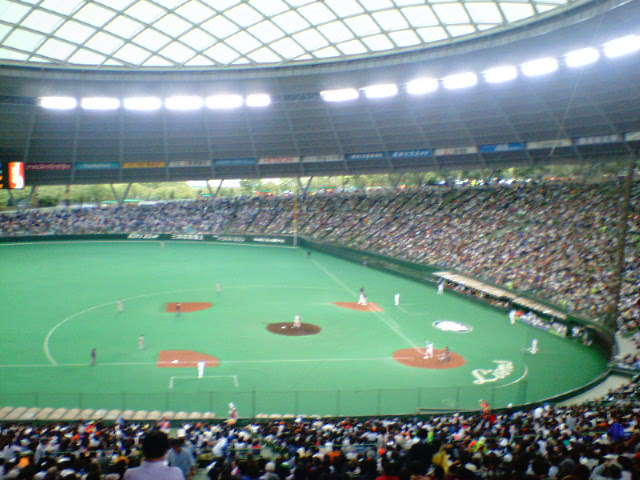
日本職棒比賽

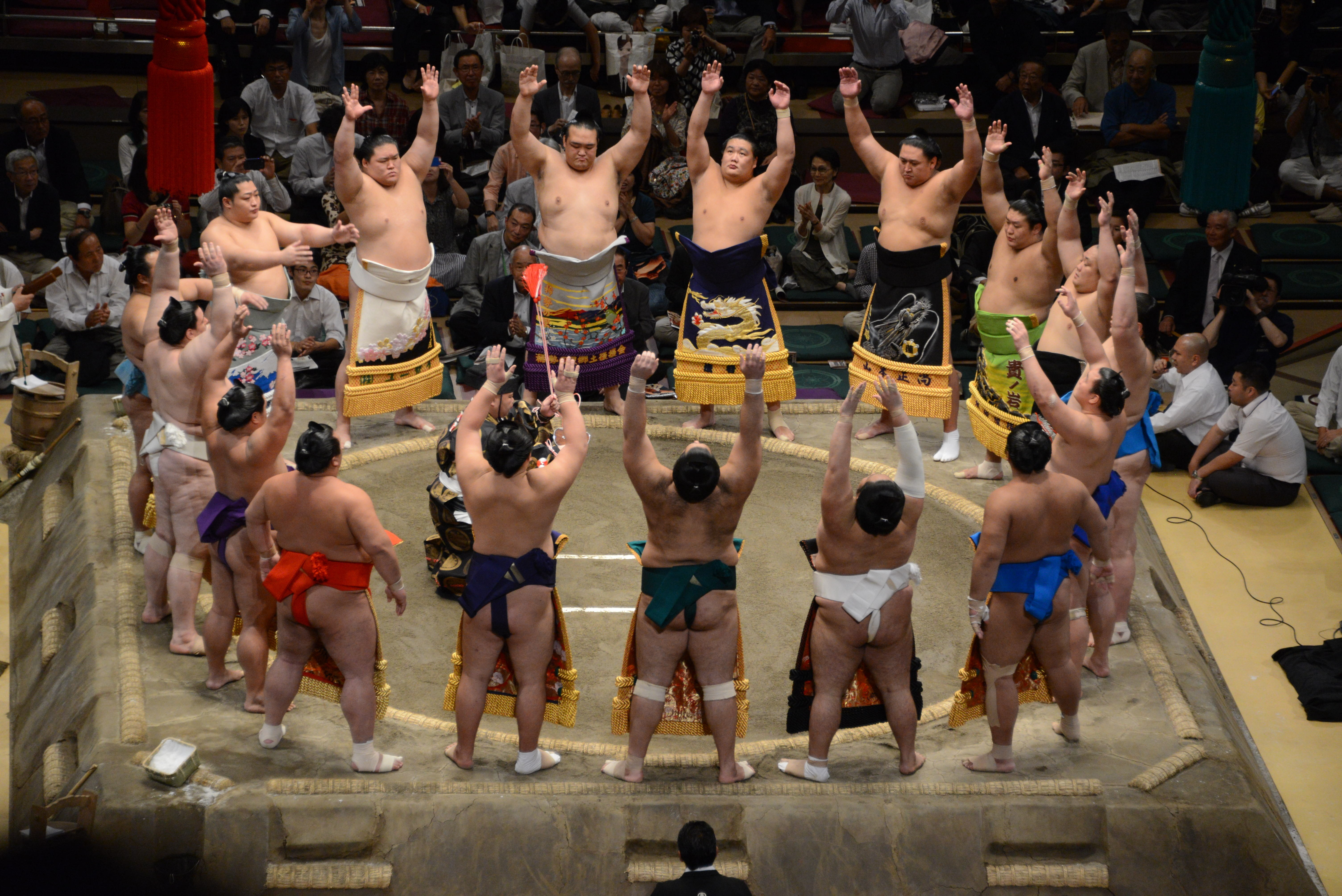
相撲

日本自古以來即重視各種武術，相撲是日本的傳統運動，在《古事記》和《日本書紀》中已有記載，且有「國技」之稱。現在日本每年舉行6次大相撲競賽；相撲運動員被稱為「力士」，其中等級最高者為「橫綱」。此外柔道、空手道、劍道和弓道也是日本的傳統體育項目，擁有很高的地位。柔道、空手道甚至影響了不少外國武術，如朝鮮半島的跆拳道受空手道部份影響，柔道則影響了巴西柔術和俄羅斯擒拿術。
明治維新後，西方體育運動透過教育系統進入日本并普及，其中以棒球最為發達盛行，始于1936年的日本職業棒球聯賽孕育了王貞治、長島茂雄、鈴木一朗等棒球巨星，在日本享有“國球”地位。除了職業棒球之外，由高中生參加的選拔高等學校野球大會（春季甲子園大賽）與全國高等學校野球選手權大會（夏季甲子園大賽）也頗負盛名，全國超過4000所高中當中只有獲得各地區冠軍的49所學校能夠突圍而出，在兩周的比賽中決出冠軍，因此在甲子園登場代表了高中生的“終極榮耀”，甲子園亦被視為日本體育乃至日本精神的一種象徵。
日本的職業足球聯賽成立于1992年，平均每年有30萬人次入場觀賽，而日本也在2002年與南韓共同舉辦了韓日世界盃。日本國家足球隊是亞洲實力最強的足球隊之一，總計贏得了4次亞洲盃，並連續5屆殺入世界盃決賽周，水平與歐洲次級國家看齊；日本國家女子足球隊也在2011年女足世界杯决赛取得冠军，成为首支赢得女足世界冠军的亚洲球队。
時至今日，西方的高爾夫球、網球、滑雪等運動在日本也頗為流行。
| 日本在大型国际综合运动会的成绩 | 日本在大型国际综合运动会的成绩 | 日本在大型国际综合运动会的成绩 | 日本在大型国际综合运动会的成绩 | 日本在大型国际综合运动会的成绩 | 日本在大型国际综合运动会的成绩 | 日本在大型国际综合运动会的成绩 |
| ------------------------------ | ------------------------------ | ------------------------------ | ------------------------------ | ------------------------------ | ------------------------------ | ------------------------------ |
| 賽事                           | 金牌                           | 銀牌                           | 銅牌                           | 總數                           | 亞洲排名                       | 全球排名                       |
| 夏季奥运会                     | 130                            | 126                            | 142                            | 398                            | 2                              | 13                             |
| 冬季奥运会                     | 10                             | 17                             | 18                             | 45                             | 3                              | 17                             |
| 亚洲运动会                     | 910                            | 913                            | 835                            | 2658                           | 2                              | -                              |
| 世界运动会                     | 37                             | 29                             | 43                             | 109                            | 2                              | 8                              |
| 夏季大运会                     | 240                            | 238                            | 299                            | 777                            | 2                              | 4                              |
| 冬季大运会                     | 72                             | 76                             | 74                             | 222                            | 2                              | 4                              |
| 室内运动会                     | 19                             | 18                             | 26                             | 63                             | 9                              | -                              |
| 夏季青奥会                     | 8                              | 5                              | 3                              | 16                             | 3                              | 7                              |
| 冬季青奧会                     | 2                              | 5                              | 9                              | 16                             | 3                              | 8                              |
| 亚洲冬运会                     | 111                            | 123                            | 89                             | 323                            | 1                              | -                              |
| 亚洲武运会                     | 9                              | 2                              | 3                              | 14                             | 5                              | -                              |
| 世界武运会                     | 6                              | 12                             | 7                              | 25                             | 2                              | 6                              |
| 沙滩运动会                     | 6                              | 7                              | 8                              | 21                             | 6                              | -                              |
| 亚洲青运会                     | 5                              | 6                              | 4                              | 15                             | 6                              | -                              |

## 政治

五七桐，日本政府徽章

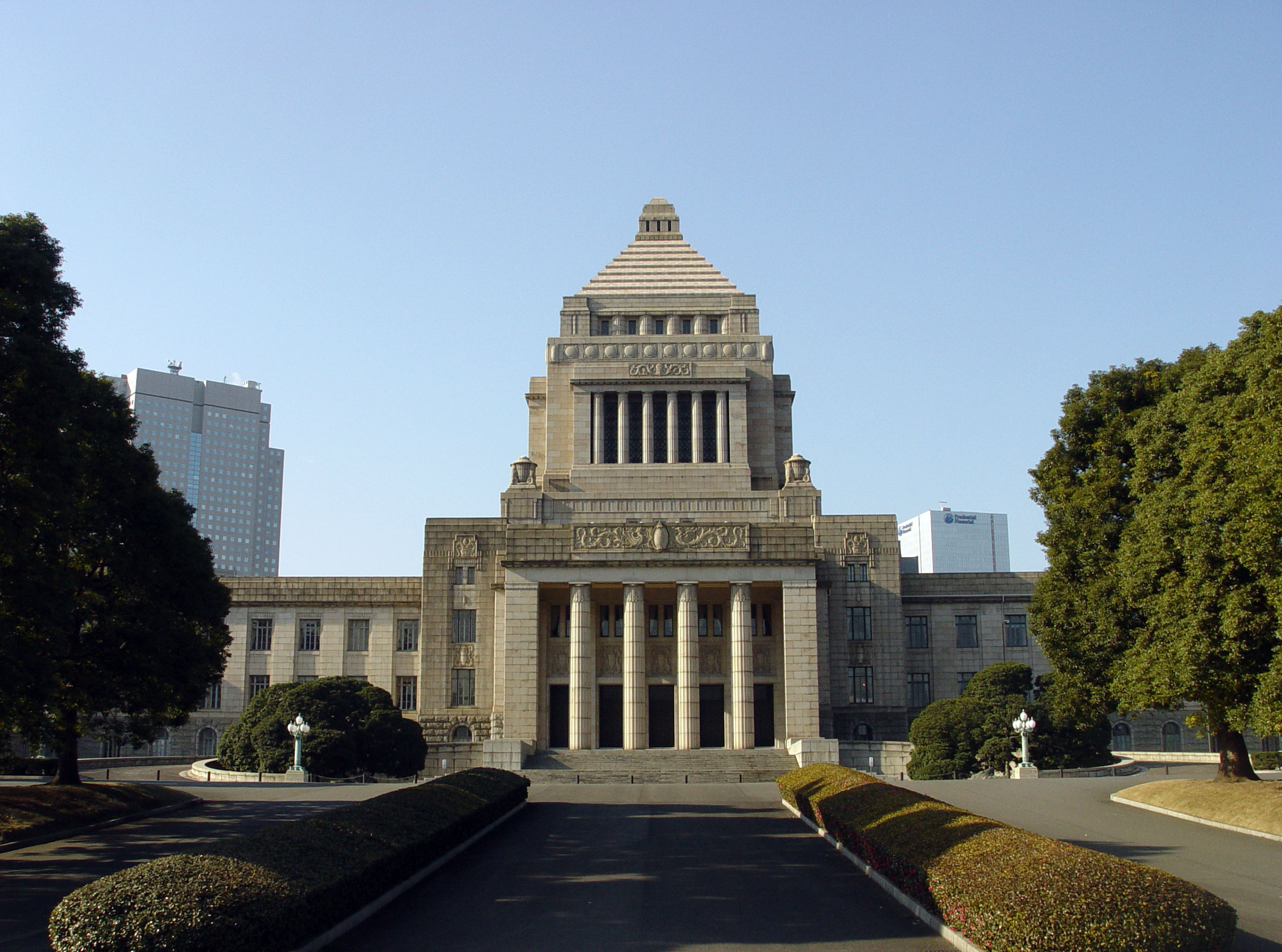
位於東京都千代田区的日本國會議事堂，左侧为众议院，右侧为参议院。

日本為君主立憲國，日本國憲法訂明“主權在民”，而天皇則為“日本國及人民團結的象徵”。如同世界上多數君主立憲制度一样，天皇於日本只有元首名義，並無政治實權。
日本政府的行政機關是指《國家行政組織法》以及《內閣府設置法》中規定的內閣府、省及其外局，並以內閣總理大臣（首相）為首的「1府12省廳」。2001年實施的「中央省廳再編」機構改革以大部門體制為重點，按照職能優化的原則將原本的1府22省廳精簡成為內閣府、總務省、法務省、外務省、財務省、文部科學省、厚生勞動省、農林水產省、經濟產業省、國土交通省、環境省、防衛省和警察廳的「1府12省廳」體制。經過改革的日本行政機關核心機構數量屬主要發達國家中最少。
日本古代的法律體制深受中國的《律令制》的影響，江戶時代制定的國家最高法律《公事方御定書》就是建基於其基礎之上。 然而自18世紀末期，日本大部份的法律則是在歐洲法系的基礎上編寫，例如明治政府在1896年通過的民事法則參考了德國的《德国民法典》，此法律至今依然是日本民事法律的骨幹。日本最高的法院是最高裁判所，下分三個不同等級的法院。日本的主要法律被統稱為《六法》。
東京大學博士与那霸润認為日本政經體制來自中國思想，尤其是唐宋時期的色彩，但島嶼地形和中國的大陸型複雜人口組成加眾多鄰國環境不同，所以演化了些許不同處，其著作《中國化的日本：日中「文明衝突」千年史》(2011)書中提出中華文明與日本文明的不同只在五方面的些許對立。
在中華文明：
- 權威與權力一致（皇帝是名義上的權威，也掌握實權）
- 政治與道德一體化（在儒家思想下，政治的正確性與道德的正確性一致）
- 人民地位一貫上升（科舉取士使平民百姓可以向社會上層流動）
- 由市場形成流動性（自給自足的農村社會解體，出現自由的工商業者）
- 人際關係網絡化（有利訊息流通）

在日本文明：
- 權威與權力分離（在古代，權威者如天皇與權力者如幕府將軍各有其人；至今在政治經濟領域，露面者不掌權，掌實權者居幕後）
- 政治與道德分離（協調利益是政治人物的主要任務，毋須向局外人講道德理念）
- 人民地位一貫低下（從古至今有能者未必有權力地位；除與那霸潤以外，日本誰也不覺得「知識分子地位低下」這事有問題）
- 農村模式靜止不變（區域社會牢不可破，抗拒自由競爭帶來的社會流動性）
- 人際關係共同體化（某個時點歸屬於某一個「集體」〔如企業〕的意識，優先於歸屬於家庭或宗族）

與那霸潤在書中認為，現代日本的原型在相當程度上從日本戰國時代就形成了，江戶時代是把那些特徵全部繼承、深化、定型的時代，明治維新沒有改變這些特徵，自由民主黨與民主黨「都是戰國大名的後裔」。戰國大名的使命不是統一天下，而是保衛領地、保護把自身安危「委託給上面」的民眾：戰國大名的城堡是「公共建築」，一旦大名之間發生戰爭，城堡是大名子民的避難所。至今，日本政治人物為自己的選區建設公共設施是理所當然的事，屬於社會共識。福島核災後，災民乖乖到「現代城堡」（小學、體育館之類）等待救援，井然有序，這其實是大名傳統的遺傳。
日本現行的憲法是於1947年5月3日由當時佔領日本的美軍草拟，經過日本國會的審議後再由天皇颁行。日本國憲法最重要的三大原則是主權在民、基本人權的尊重以及和平主義，日本政治以這三大原則及其中最基本的、對個人尊嚴的尊重運行。日本實行三權分立的政治體制，立法權歸兩院制國會，司法權歸裁判所（即法院），行政權則由內閣、地方公共團體及中央省廳分別處理。
憲法規定國家最高權力機構為國會。日本實施兩院制，眾議院有480席，參議院有242席。選民為20歲以上的國民。眾議院議員任期為四年，但由於眾議院可以在任期結束之前中途解散，所以實質上眾議院議員任期平均只有兩年多。參議院議員任期為6年，每3年改選一半，不能中途解散。

## 語言
在日本，大部分日本人和在日外國人都通日語，現行的公用語言稱為標準語（ひょうじゅんご）或共通語（きょうつうご），以江戶山手地區（今東京中心一帶）的中流階層方言為基礎。在17世纪前，京都作為日本的政治和文化中心，當地的语言曾經是日本的标准语言。但是自從德川幕府统治日本後，江户（即今天的東京）的语言便成为日本的标准语。
此外，日本各地也存在不同的方言，主要可分为東日本方言和西日本方言，而兩者中較具代表性的包括了近畿方言（關西腔）、東北方言和混合了琉球語口音和詞彙的沖繩日語等。還有一些少數民族語言，主要有在琉球群島地區琉球人使用的琉球語及母語使用者不足100人的阿伊努人語言愛努語。
英語是日本國民教育中標準的項目之一，但因日語音標一定會帶a、i、u、e、o五個母音音標的特性，與日語中缺乏捲舌音等因素，加上日本人通常直接以假名音譯外來詞，導致日本人在英語發音上面（尤其是r和l音）普遍有一定程度上的不準確。

## 料理

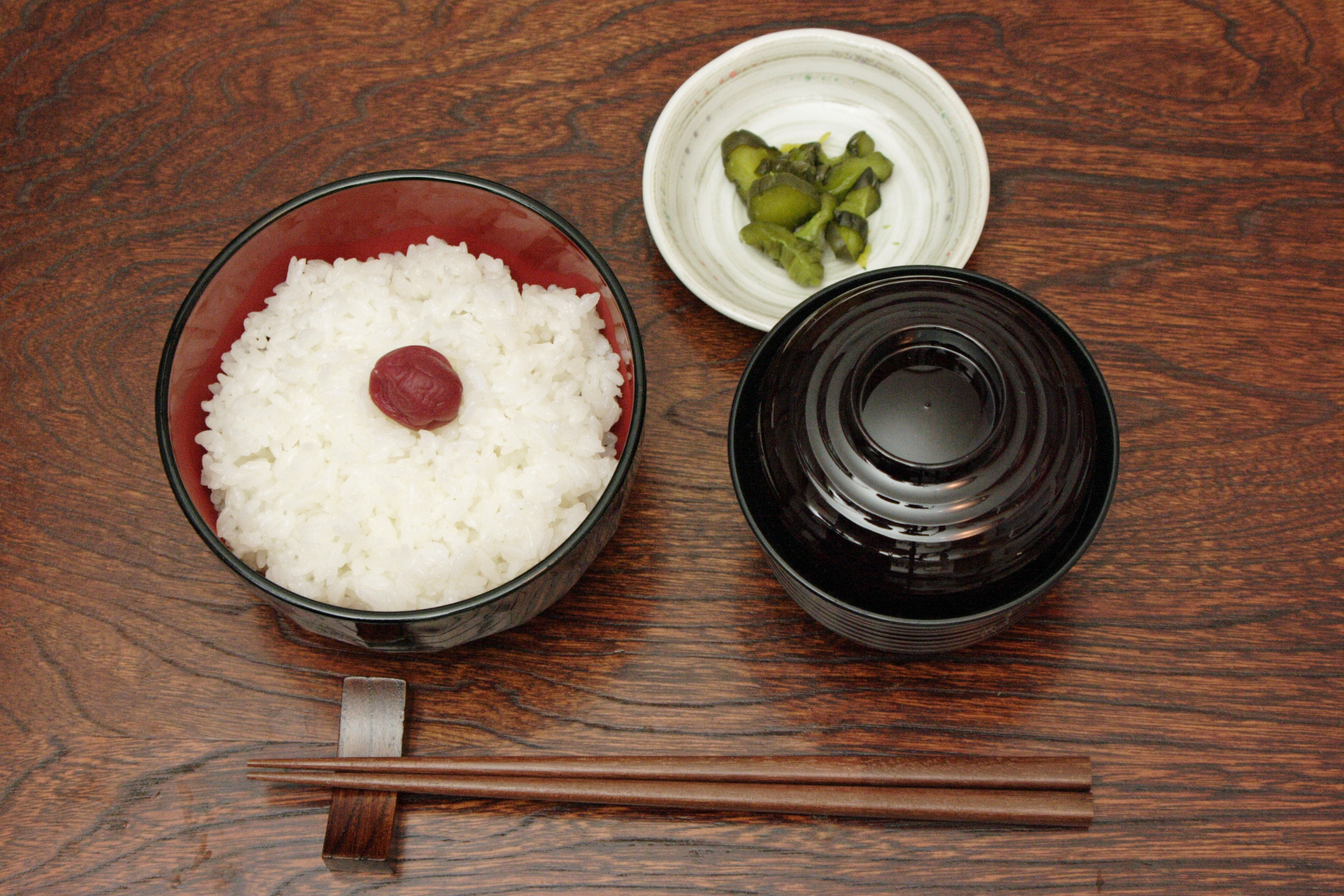
「一汁一菜」：飯、湯以及醬菜

传统的日本料理主食是米饭，然后再配上其他菜肴，例如鱼，肉，蔬菜，酱菜，以及汤。料理的名称则是用这些菜肴的数目来命名。最简单的日本餐膳为一汁一菜：「菜」指一碟酱菜（通常是醃黄萝卜）；「汁」則指一碗汤，最後加上一碗白饭。传统的日式早餐通常也是味噌汤，米饭，和一碟酱菜（或納豆）。而最常见的料理为一汁三菜，即汤，米饭、一碟主菜和兩碟副菜，當中这三碟菜通常是一碟生鱼片，一碟烤菜，和一碟水煮菜，有的则是蒸菜，炸菜，醋菜，或是淋上酱料的菜，另外附上绿茶和梅乾等醬菜。
由于日本是海岛型国家，日本人相当喜好海产品，例如鱼，贝类，章鱼，虾蟹类和海草等。日本人在明治时代前有一段頗長的时间除武士在外會進食打獵得來的野獸外並不進食獸肉，直至1872年1月24日，明治天皇宣布廢除肉食禁令並親自食用牛肉，才終結了日本人不常吃獸肉的歷史。现在的日本料理大多含有獸肉，如牛肉、猪肉和鸡肉等都是日常料理中经常出现的食材。
源自中国的麵條是日本料理很重要的一部份，當中荞麦麵和烏龍麵這两种传统的麵條比較受歡迎，汤底通常是用鱼类煮成的高湯加入酱油调味以及加上不同种类的蔬菜。另一種很受欢迎的麵类是在20世纪早期由中国传入的拉麵（日语：ラーメン）。拉麵使用的汤底有许多种，比如用鱼类和酱油煮成的高汤，或是猪肉和奶油煮成的高汤。
日本饮食文化的其中一項特色是生食，大部份食物如鮪魚、鲑鱼、河豚、章鱼、牛肉、雞肉、雞蛋等都可以生食入菜。日本料理中较為具標誌性食物包括寿司、刺身、清酒、便当、納豆、天妇罗、章魚燒、竹輪、荞麦麵、壽喜燒和牛丼等。
和食一向被認為能體現四季的分明，因此在2013年被聯合國教科文組織以「和食—日本人的傳統飲食文化」的名稱列為世界非物質文化遺產。
日本人進食的食具通常是小碗和改造过的筷子（日语：箸）。

## 流行文化
日本的現今流行文化在世界各地有不同的影響，尤其是对东亚的影響，以电影、电视以及流行曲（J-POP）的影响力最大。另外，日本的科技、电器是世界领先水平，流行時裝也影響了不少人的衣著習慣。

## 次文化
次文化即由小众发起的文化，當中日本ACG（動漫遊戲）对世界各地最具影響力。最近几十年，各種語言亦有不少用語受到了日語的影響，包括了「tsunami」（即海嘯，世界大多數語言以tsunami標示，日語原文為／ tsunami）、卡哇伊（／ kawaii，「可愛」之意）、暴走族、御宅族（／ otaku，但較常使用片假名，簡寫表記 ）等等，有些已经在社会广泛使用。

### 漫画

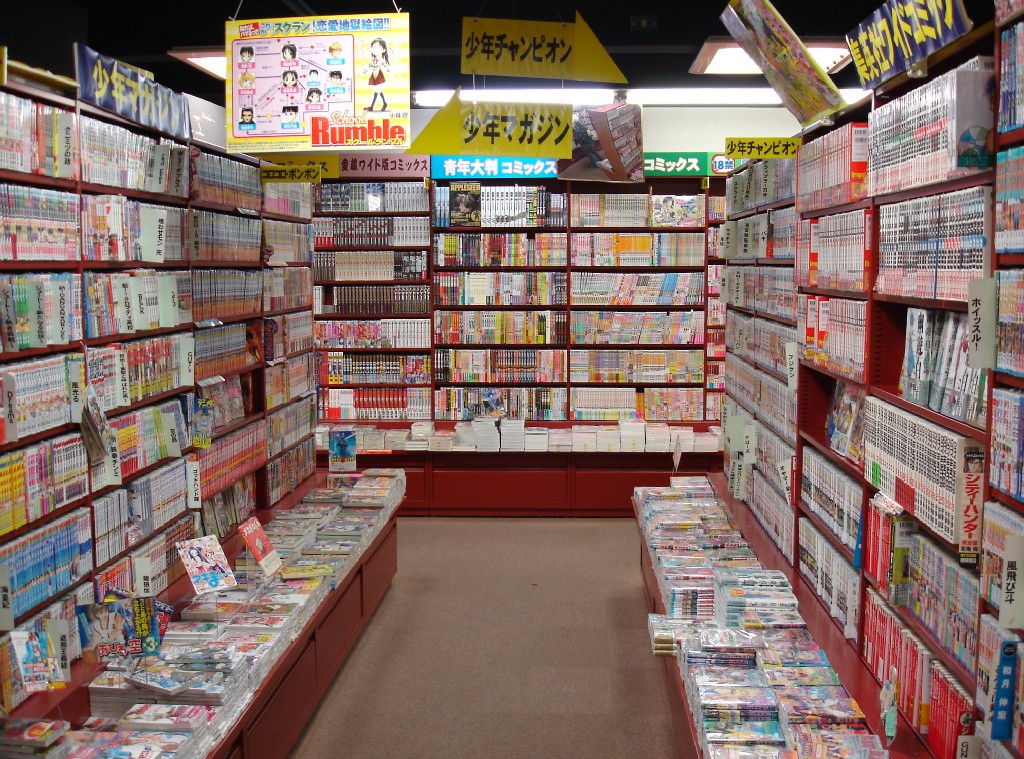
日本書店的漫畫角。漫畫大多按出版社和連載雜誌劃分。

高度發展的日本漫畫已經成為世界漫畫當中具有獨特風格以及龐大影響力的流派。
日本的漫畫讀者包括了所有的年齡層，因此日本漫畫的題材非常廣泛。1950年代以後，漫畫逐漸成為日本出版業的主要部分。2006年漫畫市值更達到4810亿日圓。除了一小部分漫畫是彩色的 之外，大多數日本漫畫採用黑白印刷。
在日本，漫畫一般在漫畫雜誌上連載，每期漫畫雜誌都包含多個漫畫系列，毎個系列只刊登一個章節，留待下期繼續。如果某個漫畫系列已連載一段時期並且受到讀者歡迎，那個系列的漫畫章節通常會集結成單行本出版。在單行本中可收集多個（與漫畫雜誌不同，一本單行本仅限於一個漫畫系列）。

一位日式漫画女角

日本擁有大量的漫畫讀者。為了滿足讀者的需求，日本設有專門的漫畫咖啡廳（漫画喫茶），在那里讀者可以一邊喝咖啡一邊看漫畫，許多人還在漫畫咖啡廳過夜。
日本漫畫向海外輸出始於1970年代末，並隨之向全球擴張，日本漫畫也在世界各地越來越普及，不少被各國出版商翻譯和發行外文版。
大多数日式漫画有一些共同的特征，例如漫畫的人物身體比較接近真人，頭和眼睛比較大，鼻子和嘴巴比真人小。日式漫畫向來不刻意描繪人種特徵，有時連性別也難以分辨。另外，日本動漫裡的人物性格通常較誇張，但非常注重細節。

### 動畫
日本动画最早开始于1917年，早期的動畫製作人包括了下传凹天、 幸内纯一和北山清太郎，被合称为“日本动画之父”。此後直至1980年代，日本的動畫才開始在日本被接納為主流，製作量隨之迅速增長，GUNDAM系列作品的製作亦於這個年代開始。日本動畫於1990年代及2000年代迎來了它被海外市場接受程度的提昇。動畫連續劇諸如《新世紀福音戰士》和《攻殼機動隊》於日本大受歡迎，亦吸引了海外觀眾的注意。《七龍珠》、《美少女戰士》和《神奇寶貝》的周邊商品在歐美地區更是搶手貨。《神隱少女》於2002年德國柏林影展中得到金熊獎，並在第七十六屆奧斯卡電影頒獎典禮中得到「最佳動畫長片」一獎項。而《攻殼機動隊》亦在2004年坎城影展上映。
日本動畫業中較為重要的製作公司包括了東映動畫、GAINAX、MADHOUSE、GONZO、日升動畫等等:17。日本大部分的動畫製作公司都加入了日本動畫協會，而不同製作室在一些較為複雜和造價較高的動畫製作項目上也會互相合作，例如由吉卜力工作室製作的《千與千尋》就邀請了MADHOUSE、GAINAX、Production I.G和雲雀工作室等合作夥伴協助製片:17。每部動畫大概需要10萬至30萬美元的製作費。2001年，動畫片佔據了日本電影市場的7%收入:17，而日本動畫的成功也反映在DVD銷售上，日本近七成的DVD銷售均為動畫:17。
隨著動畫市場的迅速擴張，大量動畫俱樂部在1990年代成立，並帶動了動畫展覽會的興起:73。這些展覽會主要展示了日本以至世界各國的動漫作品，並包含了cosplay比賽等其他元素:211。另一方面，日本的動漫文化亦創造了不少獨特的名稱，例如用於指稱熱衷及博精於ACG的「御宅族」:195。

### 电子游戏
电子游戏，亦叫电玩，是动漫的延伸。有别于美国游戏着重操作感，日本游戏更着重游戏细节的表现，小游戏简单易玩，大游戏掺杂极多的小游戏以增加娱乐性，当然也有同时具有日美元素的作品。日本游戏机生产商占了三大游戏机商的两个，包括索尼（SONY）、任天堂，也有已经退出的世嘉（SEGA）。

### 美少女文化
日本人的美少女文化和少女崇拜情结无论是在远东还是在西方都已经是十分知名。
日本的美少女文化一是表现在选美比赛的风行。据不完全统计，日本全国拥有1000多种规模不等、评判标准不一的选美比赛。从区域看，除了全国性的“日本国际小姐”、“日本小姐”和“日本环球小姐”三项顶级选美赛事以外，还有北方的“冰河小姐”、南方的“芙蓉小姐”等。国有国选，县有县选，市有市选，甚至两三百人的小村庄里，还有“最美村姑”评比。从年龄段看，小学里有“甜美小天使”，中学里有“最美少女”，大学里有“校花”，人到中年的家庭主妇亦有“美少妇大赛”。日本最有人气的偶像组合AKB48，就由全国海选出的几百名二十岁左右的青春美少女组成，被誉为“日本第一国民女子天团”。
不过，如同现今中国大陆的国家级选美比赛结果常引起网民不满一样，日本网民亦认为现今的“日本小姐”长相实在令人不敢恭维，严重背离日本年轻一代的审美观。
日本的美少女文化的另一表现就是日本时常出现十几岁便出道走红的未成年女星，佐佐木希、渡边麻友、宮脇咲良、石原里美都是其中的佼佼者；紅了十数年的“早安少女”，每期成员都是十几岁的女孩；2013年被美国电影情报网站“TC Candler”评为全球最美100人第12位的女星桐谷美玲，早在高中一年级时便已夺得千叶县美少女选美比赛冠军。
日本美少女文化的第三点表现，同时也是最突出的表现，就是在独一无二的动漫文化方面。常接触日本ACG文化作品的人，往往会惊异其中的美少女文化，即这类作品中充斥着各种美少女的形象和元素。她们会改头换面，出现在架空、玄幻、情色、打斗、魔法等诸多平台。她们或是作为具有特殊属性或超能力的女主角，在虚拟的时空中尽情冒险，或是作为男主角身边不可或缺的重要参谋、助手奔前跑后，或是作为情节、画面中引人瞩目的“重要道具”被着意渲染。她们是女学生、女忍者、豪门浮浪子弟、贵族淑女、魔法师，甚至黑帮首脑、国家元首、军队统帅等其他奇怪的身份。御宅族的出现、吸引女性观众欣赏同性之美的百合文化的流行、独特的秋叶原色情产业，也都对这种美少女现象推波助澜。
偶像剧这一电视剧类型首先出现于日本与日本的少女漫画脱不了關係，韩国和台湾的不少偶像剧即改编自日本的少女漫画。此外，美国动画《飞天小女警》、中国大陆的许多网络穿越小说、台湾恶搞漫画《大民国》《中华萌国传》等的人物设定皆可追溯到日本美少女文化的根子，甚至连抗日题材的中国大陆电视剧《雅典娜女神》也明显的照搬照抄日本某经典动漫中的美少女角色设定。

### 引用來源
1. ↑  Cooke NP, Mattiangeli V, Cassidy LM, Okazaki K, Stokes CA, Onbe S,  et al. . Science Advances. September 2021, 7 (38): eabh2419. Bibcode:2021SciA....7.2419C. PMC 8448447 . PMID 34533991. doi:10.1126/sciadv.abh2419 .
2. ↑  . The Asahi Shimbun. 18 September 2021. （原始内容存档于11 March 2022） （日语）.
3. ↑  Kanzawa-Kiriyama, H.; Kryukov, K.; Jinam, T. A.; Hosomichi, K.; Saso, A.; Suwa, G.; Ueda, S.; Yoneda, M.; Tajima, A.; Shinoda, K. I.; Inoue, I.; Saitou, N. . Journal of Human Genetics. 2016-06-01, 62 (2): 213–221. PMC 5285490 . PMID 27581845. doi:10.1038/jhg.2016.110.
4. 1 2  Wright, Arthur F. . The Far Eastern Quarterly. 1955, 15 (1). ISSN 0363-6917. doi:10.2307/2942105.
5. ↑  . global.oup.com.   [2025-01-30]. （原始内容存档于2025-01-05）.
6. ↑  John King Fairbank. . . Harvard University Press. 2013-10-01. ISBN 978-0-674-33348-2. doi:10.4159/harvard.9780674333482/html?srsltid=afmbooo0jdtoamqoge0cslrkbhjgsbvcoh8vhxat-ncm29glevnsmz24 （英语）.
7. ↑  Loewe, Michael. . Journal of the Royal Asiatic Society. 1971-01, 103 (1)  [2025-01-30]. ISSN 2051-2066. doi:10.1017/S0035869X0012903X. （原始内容存档于2025-01-30） （英语）.
8. ↑  . Harvard University Press.   [2025-01-30]. （原始内容存档于2025-01-30） （英语）.
9. ↑  Reischauer, Edwin O. (Edwin Oldfather); Jansen, Marius B. . . Internet Archive. Cambridge, Mass. : Belknap Press of Harvard University Press. 1995. ISBN 978-0-674-47183-2.
10. ↑  The Eastern world is the mix of the Buddhist, Islamic, Chinese, Hindu, and Japonic civilizations. Japan, considered a hybrid of Chinese civilization, Japanese original Yayoi civilization and older Altaic Nomad patterns.
11. ↑  Between the Capitalist West and the Communist Bloc East, it now was most likely to occur between the world's major civilizations—identifying seven, and a possible eighth: (i) Western, (ii) Latin American, (iii) Islamic, (iv) Sinic (Chinese), (v) Hindu, (vi) Orthodox, (vii) Japanese, and (viii) African. This cultural organization contrasts the contemporary world with the classical notion of sovereign states.
12. ↑  ；書本編碼：ISBN 978-4163746906
13. ↑   (PDF). アメリカのオハイオ州で出版された中学校と高校の歴史教科書（islhschoolsにより編纂）.   [2024-10-16]. （原始内容存档 (PDF)于2024-12-13）.
14. ↑  . study.com. World History: Middle School.   [2024-10-16]. （原始内容存档于2024-06-24）.
15. ↑  Cartwright, Mark. . World History Encyclopedia.   [2024-10-16] （英语）.
16. ↑  . Heritage of Japan. 2012-12-07  [2024-10-16]. （原始内容存档于2025-01-19） （英语）.
17. ↑  . 2019-06-21  [2024-10-16]. （原始内容存档于2025-05-28） （日语）.
18. ↑  Barnes, Gina Lee; Barnes, Gina L. . University of Michigan Center for Japanese Studies. 1988  [2024-11-07]. ISBN 978-1-949098-94-5. （原始内容存档于2024-12-22） （英语）.
19. ↑  . JapanTravel. 2018-03-08  [2024-10-16]. （原始内容存档于2025-04-18） （英语）.
20. ↑  . www.britannica.com. 2024-10-15  [2024-10-16]. （原始内容存档于2025-05-24） （英语）.
21. ↑  . japanculturalexpo.bunka.go.jp.   [2024-10-24]. （原始内容存档于2025-02-17）.
22. ↑  Shirane, Haruo. . Columbia University Press. 2012-03  [2024-11-07]. ISBN 978-0-231-52652-4. （原始内容存档于2024-07-08）.
23. ↑  . KOGEI STANDARD. kogeistandard. 2024-10-21  [2024-10-24] （日语）.
24. ↑  . www.gltjp.com. 2024-07-18  [2024-10-24] （英语）.
25. ↑  .   [2024-10-24] （美国英语）.
26. ↑  Lau, James. . 2024-03-28  [2024-10-24]. （原始内容存档于2025-04-26） （美国英语）.
27. ↑  . kimkim.   [2024-10-24]. （原始内容存档于2025-02-12） （英语）.
28. ↑  . Japan Objects. 2021-01-08  [2025-01-25]. （原始内容存档于2025-04-05） （美国英语）.
29. ↑  Joppich, Stephan. . Stephan Joppich. 2023-07-26  [2025-01-25]. （原始内容存档于2024-08-08） （美国英语）.
30. ↑  Seiji Kobayashi. . Kokugakuin Tochigi Junior College. （原始内容存档于2009-09-23）.
31. ↑  Dunham, Will. . Reuters. 17 September 2021  [2023-11-19]. （原始内容存档于2021-10-09）.
32. ↑  Baker, Harry. . Live Science. 20 September 2021  [2023-11-19]. （原始内容存档于2023-08-18）.
33. 1 2  . 羊城晚报.   [2013-12-10]. （原始内容存档于2011-02-25）.
34. ↑  . Advameg.   [2013-12-10]. （原始内容存档于2019-11-05）.
35. ↑  . 30 November 2001  [2023-11-19]. （原始内容存档于2023-06-03）.
36. ↑  . The Japan Times. 2020-07-18  [2023-11-19]. （原始内容存档于2021-12-14）.
37. ↑  . Quartz. 2020-05-27  [2023-11-19]. （原始内容存档于2021-10-21）.
38. ↑  . The Spectator. 31 January 2015  [2023-11-19]. （原始内容存档于2019-07-17）.
39. ↑  Tamaki, Taku. . The Conversation. 26 April 2017  [2023-11-19]. （原始内容存档于2021-11-18） （英语）.
40. ↑   (PDF).   [2013-12-10]. （原始内容存档 (PDF)于2019-02-18）.
41. ↑  YOSHIMI SHUNYA.  (PDF). 2008  [2013-12-10]. （原始内容存档 (PDF)于2016-03-04）.
42. ↑  . 中華民國文化部文化資產局.   [2013-12-10]. （原始内容存档于2013-12-12）.
43. ↑  . matt-thorn.com.   [2015-03-21]. （原始内容存档于2013-04-15）.
44. ↑  Leonard Herman, Jer Horwitz, Steve Kent, and Skyler Miller. . Gamespot.   [2007-04-01]. （原始内容存档于2007-09-29）.
45. ↑  . heiwa-ga-ichiban.   [2008-01-12]. （原始内容存档于2019-05-02） （日语）.
46. ↑  . The Observer.   [2007-04-01]. （原始内容存档于2007-03-21）.
47. ↑  . Oricon. 2006-06-21  [2009-01-09]. （原始内容存档于2013-02-12）.
48. ↑  . Who.ne.jppanese.   [2011-06-13]. （原始内容存档于2009年6月3日）. (Translation （页面存档备份，存于）)
49. ↑  . 中京テレビ. 2008  [2014-03-14].[永久]
50. 1 2  李盈如. . 國立交通大學傳播與科技學系. 2013-10-13  [2014-03-21]. （原始内容存档于2015-12-22）.
51. ↑  . オリコン (オリコン). 2012-12-09  [2013-04-23]. （原始内容存档于2013-05-17）.
52. ↑  . ザテレビジョン. 2010-05-19  [2013-04-23]. （原始内容存档于2013-03-12）.
53. ↑  Kimmo. . 极客公园. 2014-03-13  [2014-04-27]. （原始内容存档于2014年4月27日）.
54. ↑  . 新浪. 2012-11-11  [2014-04-27]. （原始内容存档于2019-05-02）.
55. ↑   (PDF). Recording Industry Association of Japan. 2013  [2011-11-08]. （原始内容存档 (PDF)于2013-08-18）.
56. ↑  . billboard. 2013-04-08  [2014-03-01]. （原始内容存档于2019-07-13）.
57. ↑  梅子君. . 华网文盟. 2006-07-21  [2014-03-21]. （原始内容存档于2014-03-22）.
58. ↑  邱紫华. . 华中师范大学文学院. 2004-06-11  [2014-03-21]. （原始内容存档于2015-03-29）.
59. ↑  . 商務印書館 (香港).   [2014-03-21]. （原始内容存档于2019-05-02）.
60. ↑  須文蔚. . 國立東華大學.   [2014-03-21]. （原始内容存档于2014-03-21）.
61. ↑  . 奈良觀光.   [2008-01-12]. （原始内容存档于2016-03-09）.
62. ↑  . 大紀元. 2005-09-23  [2014-03-21]. （原始内容存档于2019-05-02）.
63. ↑  .   [2007-12-28]. （原始内容存档于2017-06-11）.
64. ↑  . 中國科普博覽.   [2014-03-21]. （原始内容存档于2019-01-23）.
65. ↑  . 犬山觀光諮詢處.   [2013-12-09]. （原始内容存档于2019-05-02）.
66. 1 2 3  . 东方早报. 2014-03-26  [2014-03-26]. （原始内容存档于2014-03-26）.
67. ↑  . 东方早报. 2014-03-26  [2014-03-26]. （原始内容存档于2014-03-26）.
68. ↑  . idzoom 室内设计师.   [2013-12-09]. （原始内容存档于2013-12-18）.
69. ↑  磯達雄. . 楓樹林出版社. 2013. ISBN 9789866023774.
70. ↑  . 中華民國文化部文化資產局.   [2014-03-21]. （原始内容存档于2014-03-22）.
71. ↑  . 日本政府觀光局.   [2014-03-21]. （原始内容存档于2019-05-03）.
72. ↑   . 淡交社. 2009: 206–211. ISBN 9784473035301.
73. ↑  .   [2013-12-10]. （原始内容存档于2014-03-09）.
74. ↑  . att.Japan. Finex Co., Ltd.   [2014-03-21]. （原始内容存档于2014-03-22）.
75. ↑  . 國立中央大學.   [2014-03-25]. （原始内容存档于2004-12-16）.
76. ↑  . nippon.com. 2014-01-24  [2014-03-25]. （原始内容存档于2019-05-03）.
77. ↑  . Hokusai Online.   [2013-12-10]. （原始内容存档于2018-09-05）.
78. ↑  . .   [2007-12-30]. （原始内容存档于2012-07-07）.
79. ↑  . 國立故宮博物院.   [2007-12-29]. （原始内容存档于2016-03-04）.
80. ↑  . 东阳市南马艺海木雕工艺厂.   [2014-03-21]. （原始内容存档于2014-03-22）.
81. ↑  . 易播乐.   [2014-03-21]. （原始内容存档于2014-03-21）.
82. ↑  . 日本儿童网.   [2014-03-02]. （原始内容存档于2019-05-02）.
83. ↑  中央情報局2012年調査
84. ↑  张建立.  (PDF). 1994  [2014-03-02]. （原始内容 (PDF)存档于2016-03-04）.
85. ↑  . .   [2007-12-29]. （原始内容存档于2018-08-26）.
86. ↑  . 雅安佛教. 2013-08-12  [2014-03-02]. （原始内容存档于2013-08-17）.
87. ↑   (PDF).   [2013-12-09]. （原始内容 (PDF)存档于2013-09-21）.
88. ↑  . Reuters. 2012-12-19  [2019-06-28]. （原始内容存档于2019-06-28） （日语）.
89. ↑  . 教えて！goo.   [2019-06-28]. （原始内容存档于2019-08-10） （日语）.
90. ↑  Mariko Kato. . The Japan Times. 2009-02-24  [2014-04-22]. （原始内容存档于2019-05-02）.
91. ↑  . PBS.   [2007-03-10]. （原始内容存档于2007-09-30）.
92. ↑  . Universal Tae Kwon Do Federation.   [2014-04-05]. （原始内容存档于2009-08-14）.
93. ↑  Virgílio, Stanlei. . Editora Átomo. 2002: 93–104. ISBN 85-87585-24-X （葡萄牙语）.
94. ↑  . .   [2014-04-05]. （原始内容存档于2014-04-07）.
95. ↑  . Embassy of Japan in the UK.   [2007-03-27]. （原始内容存档于2007-03-17）.
96. ↑  Nagata, Yoichi; Holway, John B. . Palmer, Pete  (编).  4th. Viking Press. 1995: 547. ISBN 978-0670860999.
97. 1 2  . 環球時報. 2011-11-22  [2014-03-02]. （原始内容存档于2016-02-23） –新華社.
98. ↑   (PDF). The Japan Forum.   [2007-04-01]. （原始内容存档 (PDF)于2007-06-13）.
99. ↑  . 雪缘园.   [2014-03-02]. （原始内容存档于2019-05-02）.
100. ↑  . 新浪網. 2013-06-05  [2014-03-02]. （原始内容存档于2019-05-03）.
101. ↑  . 阿波罗新闻网. 2011-07-19  [2014-03-02]. （原始内容存档于2014-03-02）.
102. ↑  Fred Varcoe. . .   [2014-03-14]. （原始内容存档于2013-11-29）.
103. ↑  . .   [2008-01-01]. （原始内容存档于2007-10-22）.
104. ↑   (PDF). 香港城市大學.   [2014-03-02]. （原始内容 (PDF)存档于2017-02-27）.
105. ↑  . 中央電視台.   [2014-03-13]. （原始内容存档于2019-05-02）.
106. ↑  Dean, Meryll.  2nd. Cavendish. 2002: 55–58. ISBN 978-1-85941-673-0.
107. ↑  Kanamori, Shigenari. . European Journal of Law and Economics. January 1, 1999, 7 (1): 93–95. doi:10.1023/A:1008688209052.
108. ↑  . Office of the Prime Minister of Japan.   [March 27, 2007]. （原始内容存档于2013-01-16）.
109. ↑  Dean, Meryll.  2nd. Cavendish. 2002: 131. ISBN 978-1-85941-673-0.
110. ↑  《中國化的日本：日中「文明衝突」千年史》  與那霸潤.2011
111. ↑  . 厦门大学 日本研究所.   [2014-03-02]. （原始内容存档于2013-12-04）.
112. ↑  . CIA. 2007-03-15  [2007-03-27]. （原始内容存档于2015-12-20）.
113. ↑  . . 2005-07-14  [2014-03-02]. （原始内容存档于2019-08-10）.
114. ↑  . 新華網. 2012-12-04  [2014-03-02]. （原始内容存档于2013-01-21）.
115. ↑  . . 2005-06-28  [2014-01-22]. （原始内容存档于2019-05-02）.
116. 1 2  . 日本兒童網.   [2014-03-14]. （原始内容存档于2019-05-02）.
117. ↑  . PublicAsian. 2010-10-08  [2014-03-21]. （原始内容存档于2014-03-22）.
118. ↑  Goto, Hiromu, , Neuropsychologia, 1971, 9 (3): 317–323, PMID 5149302, doi:10.1016/0028-3932(71)90027-3
119. ↑  Hallé, Pierre A.; Best, Catherine T.; Levitt, Andrea, , Journal of Phonetics, 1999, 27 (3): 284, doi:10.1006/jpho.1999.0097 Authors list列表中的|first4=缺少|last4= (帮助)
120. ↑  . 新華社.   [2013-12-10]. （原始内容存档于2016-03-04）.
121. ↑  . .   [2013-12-10]. （原始内容存档于2019-05-02）.
122. ↑  浅見康生. .   [2013-12-10]. （原始内容存档于2018-10-06）.
123. ↑  梁文道. .   [2013-12-10]. （原始内容存档于2019-05-02）.
124. ↑  Joshua Williams. .   [2013-12-10]. （原始内容存档于2015-03-24）.
125. ↑   (PDF). 1999-09  [2013-12-10]. （原始内容 (PDF)存档于2013-01-16）.
126. ↑  . 蘋果日報. 2013-12-06  [2013-12-10]. （原始内容存档于2017-03-15）.
127. ↑  . 大紀元.   [2013-12-10]. （原始内容存档于2019-05-02）.
128. 1 2 3  Gravett, Paul. 2004. Manga: Sixty Years of Japanese Comics. NY: Harper Design. ISBN 978-1-85669-391-2. p. 8.
129. ↑  Schodt, Frederik L. 1996. Dreamland Japan: Writings on Modern Manga. Berkeley, CA: Stone Bridge Press. ISBN  978-1880656235.
130. ↑  "Japanese Manga Market Drops Below 500 Billion Yen." (2007-03-10) http://comipress.com/news/2007/03/10/1622 （页面存档备份，存于） Accessed 2007-09-14.
131. ↑  Kishi, Torajiro. 1998. Colorful. Tokyo: Shueisha. ISBN  4-08-782556-6.
132. ↑  Katzenstein, Peter. J. & Takashi Shiraishi 1997.  Network Power: Japan in Asia. Ithaca, NY: Cornell University Press. ISBN  978-0801483738.
133. 1 2  Schodt, Frederik L. . Tokyo: Kodansha. 1986. ISBN 978-0-87011-752-7.
134. ↑  . 南方都市报.   [2014-03-11]. （原始内容存档于2019-02-18） –新浪.
135. ↑  Wong, Wendy Siuyi, , Mechademia: An Academic Forum for Anime, Manga, and the Fan Arts, 2006, 1: 23–45  [2007-09-14], （原始内容存档于2008-04-15）
136. ↑  Patten, Fred. . Berkeley: Stone Bridge Press. 2004. ISBN 978-1-880656-92-1. 请检查|isbn=值 (帮助).
137. ↑  .   [2013-12-10]. （原始内容存档于2013-12-12）.
138. ↑  臺灣科技大學導師. .   [2013-12-10]. （原始内容存档于2017-11-14）.
139. ↑   (PDF). 國立臺灣藝術大學多媒體動畫研究所. 2005  [2013-12-10]. （原始内容 (PDF)存档于2016年3月5日）.
140. ↑  . ImprintTALK. 2008-03-31  [2014-05-04]. （原始内容存档于2012-07-09）.
141. ↑  . HDR Japan. 2008-03-30  [2008-05-12]. （原始内容存档于2008-04-02）.
142. ↑  Yamaguchi, Katsunori; Yasushi Watanabe. . Yūbunsha. 1977: 8–11.
143. ↑  . 聯合新聞網.   [2014-03-04]. （原始内容存档于2014-03-04）.
144. ↑  黃菁菁. . 中時電子報. 2013-09-07  [2014-03-04].[永久]
145. ↑  石振弘. . cheers. 2005  [2014-03-04]. （原始内容存档于2020-08-16）.
146. 1 2 3 4 5 6  Brenner, Robin. . Libraries Unlimited. 2007. ISBN 978-1-59158-332-5.
147. ↑  Justin Sevakis. . ANN. 2012-03-05  [2014-01-03]. （原始内容存档于2012-09-29）.
148. ↑  Poitras, Gilles. . Stone Bridge Press. 2000: 7–115. ISBN 978-1-880656-53-2.
149. ↑  中国选美小姐遭“吐槽”最美OR最丑 的存檔，存档日期2014-09-04.
150. ↑  .   [2014-09-04]. （原始内容存档于2015-09-24）.

## 外部連結
- http://www.japantype.com/ （页面存档备份，存于）
- Hanami Web - Inside Japan （页面存档备份，存于）